# Кастер (округ, Оклахома)
Округ Кастер (англ. Custer County) располагается в штате Оклахома, США. Официально образован в 1892 году. По состоянию на 2012 год, численность населения составляла 28 536 человек.

## География
По данным Бюро переписи США, общая площадь округа равняется 2595 км2, из которых 2555 км2 суша и 40 км2 или 1,550 % это водоёмы.

## Население
По данным переписи населения 2000 года в округе проживает 26 142 жителей в составе 10 136 домашних хозяйств и 6 578 семей. Плотность населения составляет 10,00 человек на км2. На территории округа насчитывается 11 675 жилых строений, при плотности застройки около 5,00-ти строений на км2. Расовый состав населения: белые — 81,41 %, афроамериканцы — 2,87 %, коренные американцы (индейцы) — 5,81 %, азиаты — 0,88 %, гавайцы — 0,04 %, представители других рас — 5,80 %, представители двух или более рас — 3,20 %. Испаноязычные составляли 9,03 % населения независимо от расы.
В составе 30,20 % из общего числа домашних хозяйств проживают дети в возрасте до 18 лет, 51,60 % домашних хозяйств представляют собой супружеские пары проживающие вместе, 9,50 % домашних хозяйств представляют собой одиноких женщин без супруга, 35,10 % домашних хозяйств не имеют отношения к семьям, 27,80 % домашних хозяйств состоят из одного человека, 10,80 % домашних хозяйств состоят из престарелых (65 лет и старше), проживающих в одиночестве. Средний размер домашнего хозяйства составляет 2,45 человека, и средний размер семьи 3,05 человека.
Возрастной состав округа: 24,30 % моложе 18 лет, 17,40 % от 18 до 24, 24,50 % от 25 до 44, 20,10 % от 45 до 64 и 20,10 % от 65 и старше. Средний возраст жителя округа 33 лет. На каждые 100 женщин приходится 94,90 мужчин. На каждые 100 женщин старше 18 лет приходится 92,00 мужчин.
Средний доход на домохозяйство в округе составлял 28 524 USD, на семью — 37 247 USD. Среднестатистический заработок мужчины был 27 066 USD против 19 479 USD для женщины. Доход на душу населения составлял 15 584 USD. Около 12,40 % семей и 18,50 % общего населения находились ниже черты бедности, в том числе — 21,00 % молодёжи (тех, кому ещё не исполнилось 18 лет) и 10,50 % тех, кому было уже больше 65 лет.